# Севрюга
Севрюга (Acipenser stellatus) — прохідна риба родини осетрових. Поширена в басейнах Каспійського, Чорного та Азовського морів. Раритетний вид риб, занесений до Червоної книги України та інших природоохоронних документів.

## Будова та спосіб життя

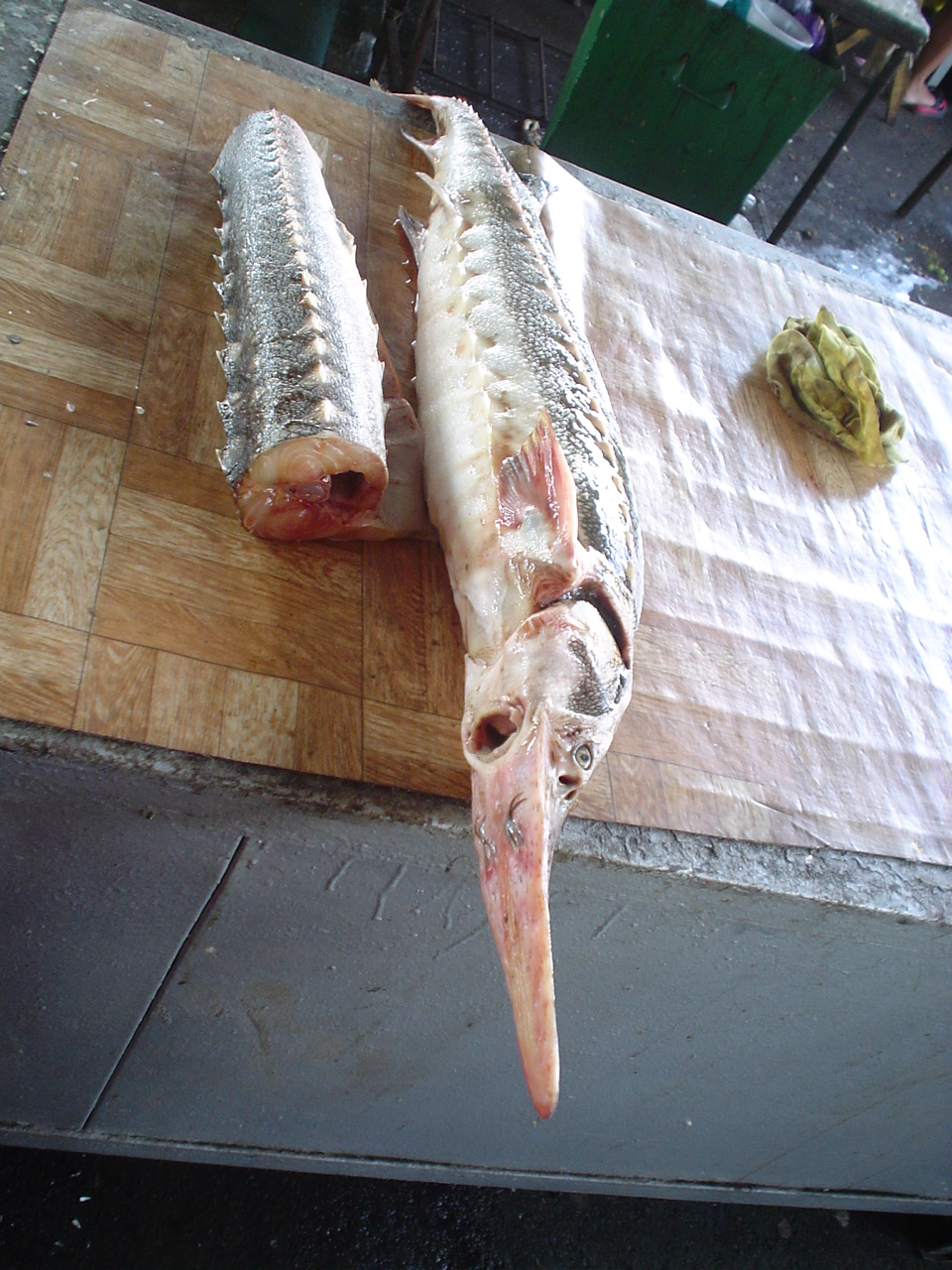
Севрюга на продаж на базарі в Одесі

Довжина до 220 см, вага до 80 кг. Тіло вкрите п'ятьма рядами кісткових жучок (на спині 11 — 14, по боках 30 — 36, на череві 10 — 12), між якими по боках є зірчасті пластинки. Рило сплюснуте та сильно витягнуте, вигнуте до верху. Вусики короткі. Забарвлення на спині темно-сіре, іноді чорне, черево та жучки білі. Живиться бентосними організмами та дрібною рибою. Доросла севрюга здійснює тривалі кормові міграції, влітку тримається на невеликих глибинах, восени та взимку — на глибині до 100 м.

## Розмноження
Статевої зрілості досягає в різних водоймах по-різному. Самці у віці 5 — 13 років, самиці — у 10 — 17 років. Нерест у річках з квітня по вересень. У великих річках севрюга підіймається на нерест на 200 — 600 км, у невеликих гірських — на 30 — 60 км. Ікра відкладається на кам'янистий ґрунт при температурі води 13 — 30°С. Плодючість самки 35 — 630 ікринок діаметром 3 мм. Розвиток ікри триває 2 — 5 діб. Молодь мігрує у море у віці від кількох тижнів до кількох місяців.

## Охорона
Раритетний вид риб, занесений до Червоного списку МСОП (охоронна категорія: вид перебуває в критичному стані), Червоної книги України (охоронна категорія: зникаючий вид), Бернської (Додаток ІІІ. Види, що підлягають охороні) і Боннської (Додаток ІІ. Види, стан яких є несприятливим) і Вашингтонської (Додаток ІІ. Види, що можуть опинитися під загрозою зникнення) конвенцій, а також до Червоної книги Чорного моря (охоронна категорія: вид, вразливий в українському секторі Чорного моря).

## Практичне значення
В Україні дуже малочисельна. У СРСР була об'єктом промислу заради цінної чорної ікри. Існують гібриди севрюги з осетром, шипом, стерляддю.